# Aldo Colombini
Aldo Colombini (Módena, 19 de marzo de 1951-12 de febrero de 2014) fue un ilusionista, escritor y productor audiovisual italiano. Su mujer, Rachel, también ilusionista, reside actualmente en Florida. Cuando se trasladó a los Estados Unidos en 1993 no sabía hablar inglés. Creó y explicó cientos de trucos de magia, a través de sus libros y sus vídeos. Escribía una columna en la revista The Linking Ring titulada "As Always, Aldo".

## Libros y escritos
- "The Close-up Magic of Aldo Colombini"
- What's Up Deck?[6]
- Tra La Via Emilia e il West con un Mazzo di Carte (Ebook)
- i Tre Orsacchiotti (Ebook)
- Matrix per Gente Pigra (Ebook)
- Incredibili Illusioni Improvvisate (Ebook)
- E Adesso cosa Dico? (Ebook)
- Carte Diem (Ebook)
- Il Giocoliere Comico (Ebook)
- Alta quota (Ebook)
- Un Comico Taglio (Ebook)
- Gorgo'n Zola (Ebook)
- Il Segno Dei Cinque (Ebook)
- il Libro Dei Book Test (Ebook)
- pronto intervento (Ebook)